# Inanidrilus extremus
Inanidrilus extremus es una especie de gusano anélido . Viven a las playas con arenas de coral submareales en la costa atlántica de Florida .